# OM Digital Solutions
Das Unternehmen OM Digital Solutions Corporation (OMDS) (jap. OMデジタルソリューションズ, engl. OM Digital Solutions) ist ein japanischer Hersteller opto-digitaler Produkte für den Geschäfts- und Freizeitbereich. Das Unternehmen hat im Januar 2021 die Produktsparten Kameras, Audio-Recorder und Ferngläser des Herstellers Olympus übernommen.

## Geschichte
Am 30. September 2020 gab Olympus bekannt, dass das Unternehmen eine Vereinbarung mit dem Finanzinvestor Japan Industrial Partners (JIP) geschlossen habe, die vorsah, die Olympus Imaging-Sparte auf eine neu gegründete hundertprozentige Tochtergesellschaft von Olympus zu übertragen. Diese Tochter erhielt den Namen OM Digital Solutions. Am 1. Januar 2021 wurden 95 % der Anteile an OM Digital Solutions an die OJ Holdings, Ltd übertragen, eine eigens dafür gegründete Tochter von JIP. Die restlichen 5 % blieben im Besitz von Olympus. Zum Leiter und CEO des Unternehmens wurde Shigemi Sugimoto bestimmt, er war seit 2018 Executive Officer von Olympus und Leiter der Imaging-Sparte.
Die Abteilungen Vertrieb und Marketing sowie Forschung und Entwicklung für Imaging-Produkte wurden in die Zentrale der OM Digital Solutions Corporation verlegt. Die Produktion wird im Werk in der vietnamesischen Provinz Đồng Nai fortgesetzt.
Die Betreuung des europäischen Marktes erfolgt durch die OM Digital Solutions GmbH in Hamburg unter der Leitung von Kristie Galea.

## Produkte

OM-System Logo

OM Digital Solution führte zu Beginn die Herstellung und den Verkauf aller bisher von Olympus erzeugten Produkte der Imaging-Sparte weiter. Der Kundensupport für diese Produkte wurde ebenfalls übernommen, einschließlich der von Olympus verkauften Geräte. Das Unternehmen darf eigene Produkte vorerst weiter unter dem Namen Olympus vermarkten und auch die Markennamen Zuiko für Objektive und OM für spiegellose Kameras verwenden. Im Juni 2021 stellte OM Digital Solutions die ersten neuen Produkte für das Micro Four Thirds System vor: die Kamera Olympus PEN E-P7 und das Objektiv M.Zuiko Digital ED 8-25 mm F4.0 PRO.
Im Oktober 2021 gab der Präsident von OM Digital Solutions in einer Videobotschaft bekannt, dass alle neuen Produkte künftig den Markennamen OM System tragen werden. Am 15. Februar 2022 wurde die OM System OM-1 als erste Kamera der neuen Marke vorgestellt. Im Oktober 2022 wurde mit der OM System OM-5 die erste Kamera angekündigt, die nicht mehr den Markennamen Olympus auf dem Gehäuse trägt. Im September 2023 erschien die OM System TG-7, eine kompakte Outdoorkamera als Nachfolgerin der Olympus TG-6. Im Februar 2025 folgte die OM System OM-3, eine Kamera im Retro-Look der analogen Olympus OM-1 von 1972.